# Margaretha van Villehardouin
Margaretha van Villehardouin (circa 1266 - februari of maart 1315) was een pretendente van het vorstendom Achaea. Ze behoorde tot het huis Villehardouin.

## Levensloop
Margaretha was een dochter van Willem II van Villehardouin, vorst van Achaea, en diens derde echtgenote Anna Komnena Doukaina, dochter van Michael II Komnenos Doukas, despoot van Epirus.
Rond 1276 gaf haar vader haar twee derde van de baronie Akova. Nadat haar vader in 1278 zonder mannelijke nakomelingen overleed, ging het vorstendom Achaea naar koning Karel I van Napels, zoals bepaald was in het Verdrag van Viterbo van 1267. Karel was de schoonvader van Margaretha's oudere zus Isabella van Villehardouin. Haar moeder Anna behield enkel de baronie Kalamata en het fort van Chlemoutsi, maar moest deze in 1282 afstaan in ruil voor landerijen elders in Messenië. Margaretha bleef onder het regentschap van haar moeder tot Anna's dood in februari 1286.
In 
1304 eiste Margaretha een vijfde van het vorstendom Achaea op, maar dit werd afgewezen door haar schoonbroer Filips I van Piëmont. Na de dood van haar oudere zus Isabella in 1312 liet Margaretha opnieuw haar aanspraken gelden op Achaea, maar dan wel op het volledige vorstendom. Ze baseerde zich hiervoor op het Verdrag van Viterbo. In het testament van haar vader stond dat Margaretha van haar oudere zus zou erven als die zonder nakomelingen zou overlijden. Dat was echter niet het geval, aangezien Isabella twee dochters had. Toen Karel I van Napels in 1289 het vorstendom Achaea aan Isabella van Villehardouin gaf, had hij bovendien bepaald dat Achaea enkel door de nakomelingen van Isabella. geërfd kon worden Hierdoor werden haar aanspraken als twijfelachtig beschouwd en werden haar vorderingen genegeerd door vorst Filips I van Tarente, de suzerein van het vorstendom. Filips schonk Achaea vervolgens aan Isabella's dochter Mathilde van Henegouwen en haar echtgenoot Lodewijk van Bourgondië. 
In een poging om meer steun te vinden voor haar aanspraken bezocht Margaretha in februari 1314 Sicilië, om haar enige dochter Isabella van Sabran uit te huwelijken aan infant Ferdinand van Majorca. Margaretha verwachtte dat Ferdinand als landloze prins zeer gretig het vorstendom Achaea zou opeisen. Bovendien werden Isabella en Ferdinand verliefd op elkaar, wat een huwelijk vergemakkelijkte. Op 14 februari 1314 vond in Messina de bruiloft van Isabella en Ferdinand plaats. Margaretha droeg haar claims op Achaea onmiddellijk over aan het echtpaar en keerde terug naar Achaea, waar ze door baljuw Nicolas le Maure werd gevangengezet in het kasteel van Chlemoutsi. In februari of maart 1315 stierf Margaretha er.
Ondertussen viel haar schoonzoon Ferdinand van Majorca Achaea binnen. In juli 1316 sneuvelde hij tijdens de Slag bij Manolada, waarbij zijn leger verslagen werd door dat van Lodewijk van Bourgondië.

## Huwelijken en nakomelingen
In september 1294 huwde ze met Isnard van Sabran, heer van Ansouis. Ze kregen een dochter Isabella (1297-1315), die huwde met infant Ferdinand van Majorca. Hun zoon Jacobus III werd later koning van Majorca.
In 1299 huwde Margaretha met haar tweede echtgenoot Riccardo Orsini (overleden in 1303/1304), paltsgraaf van Kefalonia en Zakynthos. Uit dit huwelijk werd een dochter geboren wier naam onbekend gebleven is en die op jonge leeftijd overleed.